# 2012年全仏オープン
2012年 全仏オープン（2012ねんぜんふつオープン、Internationaux de France de Roland-Garros 2012）は、フランス・パリにある「スタッド・ローラン・ギャロス」にて、2012年5月27日から6月11日まで開催された（男子シングルス決勝が雨のため中断となり11日の月曜日に順延になった）。
この大会はロンドンオリンピックの最終選考会でもあり、大会後に更新された世界ランキングと付加規定に基づいて出場選手が決められた。

## シニア

### 男子シングルス
ラファエル・ナダル def.  ノバク・ジョコビッチ, 6–4, 6–3, 2–6, 7–5
- ナダルは3年連続7度目の優勝であり、オープン化以降ではビョルン・ボルグを抜いて単独1位である。

### 女子シングルス
マリア・シャラポワ def.  サラ・エラニ, 6–3, 6–2
- シャラポワは大会初優勝。史上10人目のキャリアグランドスラムを達成した[1]。

### 男子ダブルス
マックス・ミルヌイ /  ダニエル・ネスター def.  ボブ・ブライアン /  マイク・ブライアン, 6–4, 6–4
- ミルヌイとネスターは2連覇。共に4度目の大会優勝である。

### 女子ダブルス
サラ・エラニ /  ロベルタ・ビンチ def.  マリア・キリレンコ /  ナディア・ペトロワ, 4-6, 6-4, 6-2
- エラニとビンチにとって4大大会初優勝である。

### 混合ダブルス
サニア・ミルザ /  マヘシュ・ブパシ def.  クラウディア・ヤンス＝イグナシク /  サンティアゴ・ゴンサレス, 7–6(3), 6–1
- ミルザとブパシは2009年全豪オープン以来の4大大会混合ダブルス優勝である。